# Beats per minute
Das Tempo eines Musikstücks kann in der Maßeinheit Beats per minute (abgekürzt bpm oder auch BPM) angegeben werden. „beats per minute“ steht dabei für „Schläge pro Minute“. Die historisch ältere Bezeichnung für die Anzahl der Zählzeiten pro Minute ist „Mälzels Metronom“ (abgekürzt MM). Die Zählzeiten/Schläge entsprechen hierbei häufig Viertelnoten (bei Takten wie 4⁄4, 3⁄4, 2⁄4). Bei Takten mit einer 8 im Nenner, wie etwa 3⁄8, 6⁄8, 9⁄8 oder auch 12⁄8, gibt es dagegen zwei verschiedene Möglichkeiten der Zählung:
1. jeweils drei Achtel werden als ein Beat zusammengefasst, oder
2. jede Achtel wird als einzelner Beat betrachtet.

Bei der letzteren Möglichkeit ergibt sich somit ein weitaus höherer BPM-Wert – wie die Musik nun aber tatsächlich ausgezählt wird, sollte hierbei von der Gewichtung der einzelnen Zählzeiten ausgehen. In der Praxis muss hierfür analysiert werden, ob der Schwerpunkt tatsächlich auf der punktierten Viertel, oder aber auf den einzelnen Achteln liegt.

## Musik und Tanz
Die Bezeichnung beats per minute wurde in der Disco-Zeit populär und findet heute vor allem in der Tanzmusik allgemein Verwendung. Weil sie sich nicht von den MM-Tempoangaben unterscheidet, kann sie mit einem herkömmlichen Metronom, aber auch elektronisch gemessen werden. Da normale Körperfunktionen eines Menschen bei 72 Herzschlägen pro Minute ablaufen, gelten diese als Norm für die Frage, ob die Frequenz der beats per Minute beim Rezipienten eher aufputschend oder beruhigend wirken. Tempi mit hoher Frequenz (über 72 bpm) wirken aufputschend, bei weniger als 72 bpm dagegen beruhigend.
Hip-Hop hat typischerweise Tempi zwischen 70 und 120 bpm, während House mit 110 bis 140 bpm schneller ist. Noch schneller geht es beim Jungle mit 140 bis 190 bpm zu, während Terror Tempi über 200 bpm und Speedcore und Speed Metal sogar bis zu 300 bpm erreichen, was fünf Schlägen pro Sekunde entspricht. Diese typischen Werte sind nicht als absolute und den Stil definierende Angaben zu verstehen.
Im Tanzsport sind auch Tempoangaben als Anzahl der Takte pro Minute üblich (bezeichnet mit MPM, Measures per Minute, auf Deutsch auch TPM, Takte pro Minute, oft auch einfach mit Schläge). Sie ergeben sich aus den entsprechenden bpm-Zahlen, indem man diese durch die Anzahl der Zählzeiten pro Takt teilt. Zum Beispiel ergibt ein bpm-Wert von 200 bei einem 4⁄4 Takt 50 Takte pro Minute.

### Übliche BPM verschiedener Musikgenres
| Genre                                           | Bereich (in bpm) |
| ----------------------------------------------- | ---------------- |
| Langsamer Walzer                                | 84–900           |
| Hip-Hop, Rap, Trip-Hop                          | 60–1100          |
| Acid Jazz                                       | 80–1260          |
| Tribal House                                    | 120–1280         |
| House, Garage House, Disco House, Electro House | 120–1350         |
| Dubstep                                         | 128–1600         |
| Trance, Hard House, Hands up, Hardstyle         | 128–1550         |
| Wiener Walzer                                   | 174–1800         |
| Jungle, Drum and Bass, Happy Hardcore, Hardcore | 160–1900         |
| Hardcore Techno, Gabber, Frenchcore             | >1600            |
| Swing                                           | 100-3000         |
| Black Metal, Death Metal                        | <3200            |
| Speedcore                                       | 250–5000         |

## Nicht-musikalische Bedeutungen

### Wassersport
Im Kanusport ist die Anzahl der Paddelschläge pro Minute (auch Schlagzahl genannt) Indikator für die Schnelligkeit des Bewegungsablaufs, ebenso im Rudersport.

### Medizin
Im Englischen bezeichnet beats per minute die medizinisch gemessene Herzfrequenz. Auch hier wird dieselbe Maßeinheit nach Mälzel verwendet, die mit dem musikalischen Maß MM identisch ist.